# Peter Petrovič
Peter Petrovič, slovenski politik, poslanec in diplomirani inženir strojništva, * 17. april 1944, Blaubeuren, Nemčija.

## Življenjepis
Leta 1994 je postal član 1. državnega zbora Republike Slovenije kot nadomestni član (nadomestil je Hermana Rigelnika); v tem mandatu je bil član naslednjih delovnih teles:
- Komisija za volitve, imenovanja in administrativne zadeve (predsednik; 25. april 1995-28. maj 1996),
- Komisija za volitve, imenovanja in administrativne zadeve (do 28. maja 1996),
- Komisija za lokalno samoupravo (od 25. aprila 1995),
- Komisija za poslovnik (6. oktober 1994-25. april 1995),
- Odbor za finance in kreditno-monetarno politiko (od 10. oktobra 1994) in
- Odbor za zdravstvo, delo, družino in socialno politiko (od 6. oktobra 1994).